# Uruana de Minas
Uruana de Minas là một đô thị thuộc bang Minas Gerais, Brasil. Đô thị này có diện tích 589,221 km², dân số năm 2007 là 2777 người, mật độ 6 người/km².